# ミス・ユニバース2017
ミス・ユニバース2017（Miss Universe 2017、第66回ミス・ユニバース世界大会）は2017年11月26日にアメリカ合衆国ネバダ州ラスベガスのプラネット・ハリウッド・リゾート・アンド・カジノのジ・アクシスで開催された。最後に南アフリカ共和国のデミ＝リー・ネル＝ピーターズが優勝し、フランスのイリス・ミトゥネールから後継者として栄冠を授けられた。日本からは阿部桃子が出場し、ベスト・ナショナル・コスチューム特別賞を受賞した。
ショーの司会はスティーヴ・ハーヴィーとアシュリー・グラハムが行い、ファーギーとレイチェル・プラッテンが歌った。カーソン・クレスリーがランウェイコーチに加わり、大会の専門家ルー・シエラがテレビ放送中ずっとコメントと分析を加えた。
この年の大会には92の国と地域の代表が参加し、2011年と2012年の89か国を超えて史上最多となった。

## 最終結果

### 入賞者

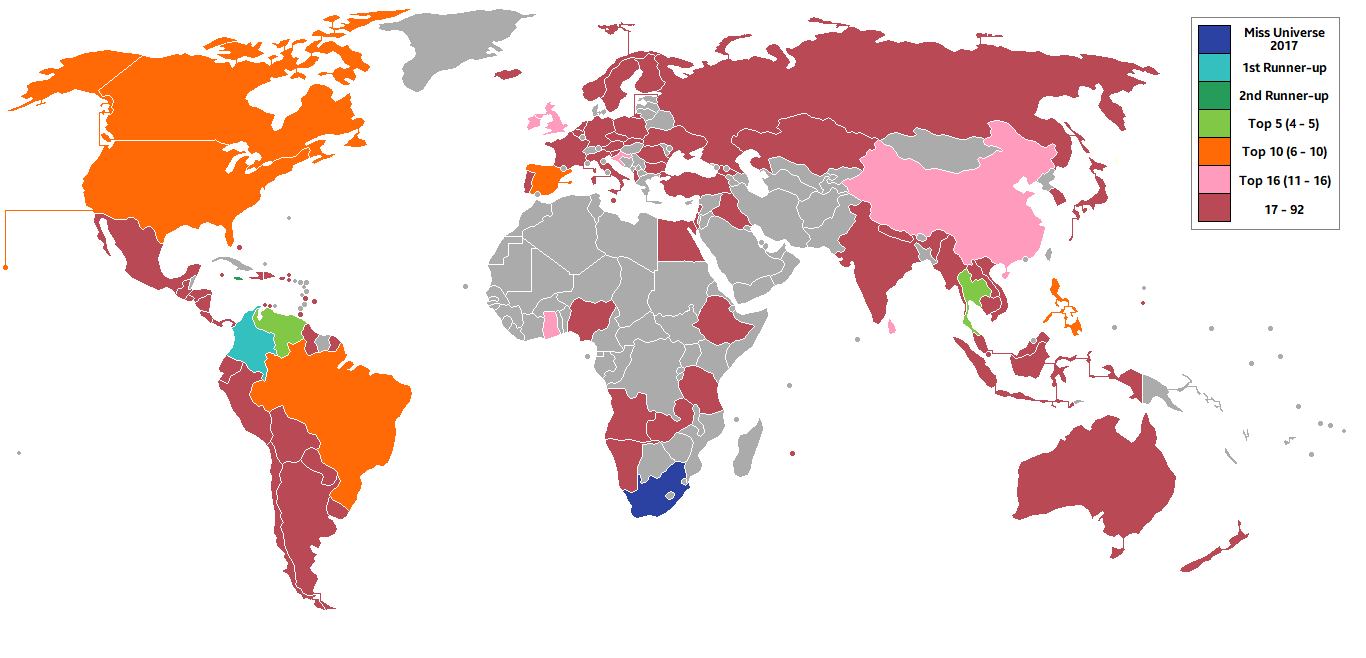
ミス・ユニバース2017の最終結果

| 最終結果             | 参加者 |
| -------------------- | --- |
| ミス・ユニバース2017 | - 南アフリカ – デミ＝リー・ネル＝ピーターズ（Demi-Leigh Nel-Peters） |
| 第2位                | - コロンビア – ラウラ・ゴンザレス（Laura González） |
| 第3位                | - ジャマイカ – ダヴィナ・ベネット（Davina Bennett） |
| トップ5              | - タイ – マリア・プーンラートラープ（Maria Poonlertlarp） - ベネズエラ – ケイシ・サヤゴ（Keysi Sayago）                                                                                                 |
| トップ10             | - ブラジル – モナリザ・アルカンタラ - カナダ – ローレン・ハウ - フィリピン – レイチェル・ピーターズ - スペイン – ソフィア・デル・プラド - アメリカ – カーラ・マカラ                                     |
| トップ16             | - 中国 – 邱薔（ロクセット・キウ） - クロアチア – シャナエル・ペティ - ガーナ – ルース・クワシ - イギリス – アンナ・バージー - アイルランド – カリーン・トビーン - スリランカ – クリスティーナ・ペイリス |

### 特別賞
- ベスト・ナショナル・コスチューム -  阿部桃子（ 日本）
- ミス・コンジニアリティ - ファラー・セドキ（ エジプト）、ラウラ・デ・サンクティス（ パナマ）